# Lieja-Bastoña-Lieja 2005
La Lieja-Bastoña-Lieja 2005, 91.ª edición de la carrera y décima del circuito UCI ProTour, se disputó el 24 de abril de 2005 sobre un recorrido de 260 km de Lieja a Ans y que vencida del kazako Aleksandr Vinokúrov.

## Equipos participantes
Tomaron parte en la salida los veinte equipos con licencia UCI ProTeam. Admitidas por medio de la asignación de wild-card fueron Landbouwkrediet-Colnago, AG2R Prévoyance, Mrbookmaker.com-SportsTech, Chocolade Jacques-T Interim y RAGT Semences.
| Número  | Código | Equipo                 |
| ------- | ------ | ---------------------- |
| 1-8     | GST    | Gerolsteiner           |
| 11-18   | DVL    | Davitamon-Lotto        |
| 21-28   | RAB    | Rabobank               |
| 31-38   | FAS    | Fassa Bortolo          |
| 41-48   | CSC    | Team CSC               |
| 51-58   | TMO    | T-Móvil Team           |
| 61-68   | PHO    | Phonak Hearing Systems |
| 71-78   | SDV    | Saunier Duval-Prodir   |
| 81-88   | QST    | Quick Step-Innergetic  |
| 91-98   | LSW    | Liberty Seguros-Würth  |
| 101-108 | LIQ    | Liquigas-Blancos       |
| 111-118 | DSC    | Discovery Channel Team |
| 121-128 | C.A    | Crédit Agrícolas       |

| Número  | Código | Equipo                            |
| ------- | ------ | --------------------------------- |
| 131-138 | FDJ    | Française des Jeux                |
| 141-148 | LAM    | Lampre-Caffita                    |
| 151-158 | COF    | Cofidis, las Crédit par Téléphone |
| 161-168 | BTL    | Bouygues Télécom                  |
| 171-178 | EUS    | Euskaltel-Euskadi                 |
| 181-188 | IBA    | Illes Balears-Caisse de Epargne   |
| 191-198 | SDM    | Domina Vacaciones                 |
| 201-208 | MRB    | Mr Bookmaker.com-SportsTech       |
| 211-218 | A2R    | AG2R Prévoyance                   |
| 221-228 | LAN    | Landbouwkrediet-Colnago           |
| 231-238 | JAC    | Chocolade Jacques-T Interim       |
| 241-248 | RAG    | RAGT Semences                     |

## La carrera
En los cuatro primeros kilómetros de la salida, se organizó el primer ataque de jornada, con Pieter Weening (Rabobank), Sebastien Joly (Crédit Agrícolas), Pierrick Fédrigo (Bouygues Télécom) y Camille Bouquet (MrBookmaker) que fueron pronto reabsorbidos por el grupo. También la tentativa de Yoann Le Boulanger (RAGT) fue neutralizada.
El primer ataque significativo se vio después 29 km con Steffen Wesemann (T-Móvil) y Benjamín Noval (Discovery Channel), alcanzados después de 14 km por Koen de Kort (Liberty Seguros), Walter Beneteau (Bouygues) y Johan Verstrepen (Landbouwkrediet-Colnago). El pelotón dejó ir a la fuga que alcanzó una ventaja de 8'35 a la Côte de la Roche (km 82), con Phonak, Lampre y Illes Balears conduciendo el grupo. Después del paso por Bastoña, el grupo empezó a acelerar el ritmo con mayor intensidad y a la Côte De Saint Roch (km 128) la ventaja bajaba a siete minutos. La tentativa de contraataque de Christophe Brandt (Davitamon-Lotto), Joost Posthuma (Rabobank), Steve Zampieri (Phonak) y Filippo Pozzato (Quick Step) no se concretó, pero hizo bajar la ventaja de los fugitivos a 5 minutos. Sobre la Côte De Wanne (km 171) la carrera se hizo más intensa, con Wesemann y Noval dejando a sus compañeros de fuga y lograron ganar 2'40" del pelotón. Mientras tanto, por detrás Peter Lüttenberger (CSC) lanzó un ataque, alcanzado a Marc Lotz (Quick Step), Weening y Karsten Kroon (Rabobank), Pietro Caucchioli (C.A), Óscar Sevilla (T-Móvil) y Fabian Wegmann (Gerolsteiner) al cual se le unieron Paolo Bettini (Quick Step), Mirko Celestino (Domina Vacacanze), Santiago Botero (Phonak), Johan Vansummeren (Lotto) y Jens Voigt (CSC).
Sobre la Côte de Stockeu, Noval y Wesemann perdieron mucho terreno respecto al grupo de los seguidores, donde Voigt y Botero tiraban. Sobre la Haute Levee (km 183), entre los seguidores tan solo quedaron Voigt, Botero, Celestino, Weening, Kroon, Bettini y Wegmann. Noval y Wesemann fueron alcanzados a los pies de la Côte Du Rosier a 68 km de la meta, pero el grupo ahora ya tenía unos veinte segundos. Vinokurov fue el primero en sobrepasar al grupo de los siete escapados. Sobre el Vecquee, a 54 km de meta, el grupo de cabeza contaba una treintina de unidades cuando Voight y Vinokurov atacaban. Los dos alcanzaron la cima de la Côte de La Redoute, a 35 km de Lieja, con una ventaja de 22 segundos sobre los primeros seguidores Kroon, Perdiguero, Kessler, Etxebarria, Evans, Rebellin y Boogerd. A 20 km de meta, la ventaja de los dos escapados había subido a 1'24" y también falló la tentativa de alcanzarlos de Kroon, Weening y Sinkewitz, que llegaron a 45" sobre la Côte du Sart-Tilman. Los seguidores se atacaban entre ellos con el único resultado de dar una ventaja de 1'13" a los dos en cabeza a 6 km de la meta a los pies de Saint-Nicolas.
Cadel Evans, seguido de Bettini y Boogerd, logró ganar algunos segundos, llegando a dos kilómetros de meta aunque no bastaron. Vinokurov y Voigt se jugaron la victoria en la última subida de 1,5 km hacia Ans, adjudicándose el kazako el triunfo.

## Clasificación final
| Pos. | Corredor                       | Equipo          | Tiempo   |
| ---- | ------------------------------ | --------------- | -------- |
| 1    | Aleksandr Vinokurov            | T-Móvil         | 6h29'09" |
| 2    | Jens Voigt                     | CSC             | s.t.     |
| 3    | Michael Boogerd                | Rabobank        | a 14"    |
| 4    | Paolo Bettini                  | Quick Step      | a 24"    |
| 5    | Cadel Evans                    | Davitamon       | s.t.     |
| 6    | David Etxebarria               | Liberty Seguros | a 27"    |
| 7    | Miguel Ángel Martín Perdiguero | Phonak          | a 28"    |
| 8    | Mirko Celestino                | Domina Vacanze  | s.t.     |
| 9    | Damiano Cunego                 | Lampre-Caffita  | s.t.     |
| 10   | Ángel Vicioso                  | Liberty Seguros | s.t.     |